# Arcturus ulbani
Arcturus ulbani är en kräftdjursart som beskrevs av Gurjanova 1933. Arcturus ulbani ingår i släktet Arcturus och familjen Arcturidae. Inga underarter finns listade i Catalogue of Life.